# Adolph Hoffmann

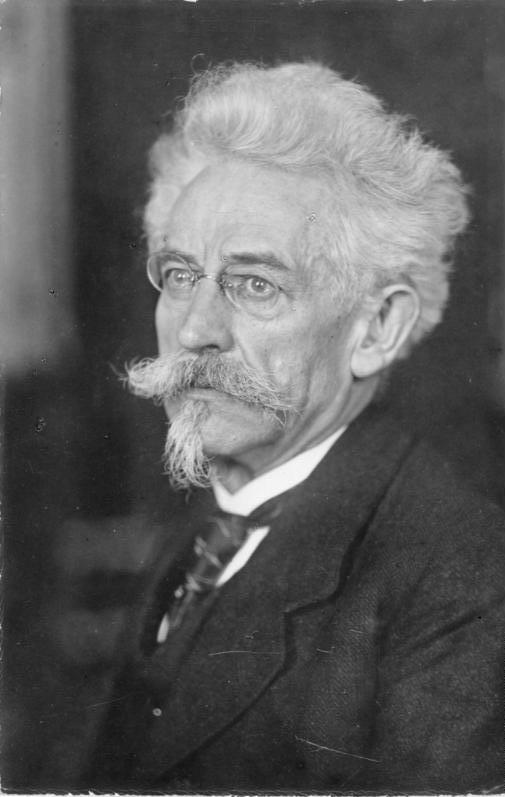
Adolph Hoffmann (1911)

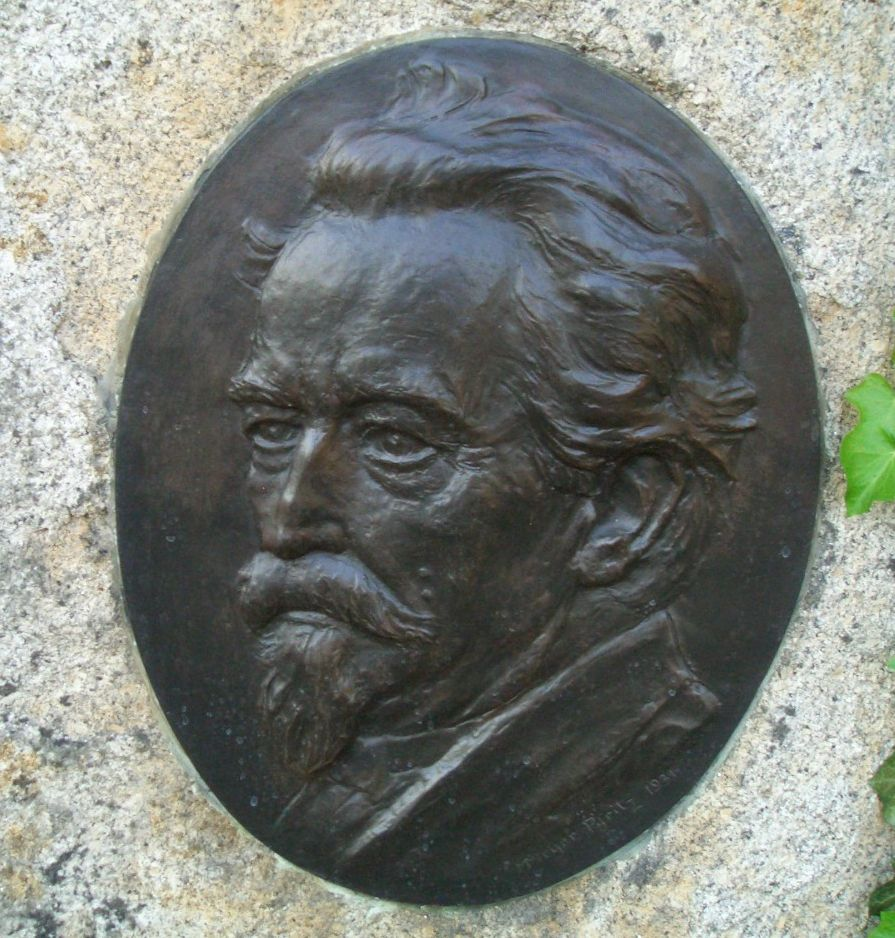
Relief auf dem Grabstein, Zentralfriedhof Friedrichsfelde. Bildhauer: Martin Meyer-Pyritz

Johann Franz Adolph Hoffmann (* 23. März 1858 in Berlin; † 1. Dezember 1930 ebenda) war ein sozialistischer Politiker, Mitglied im preußischen Abgeordnetenhaus und im Deutschen Reichstag sowie preußischer Minister für Wissenschaft, Kultur und Volksbildung.

## Leben
Hoffmann war ein außereheliches Kind; seine Mutter starb bald nach seiner Geburt. Er wuchs bei seinen Großeltern, in Kinderheimen und bei Pflegeeltern auf. Er war Pflegesohn eines Tuchmachers und absolvierte nach rund dreijähriger Gemeindeschule eine Ausbildung als Graveur und Vergolder und kam über die Berliner Freireligiöse Gemeinde 1876 zur SAPD, aus welcher 1890 die SPD hervorging. Seit den 1880er Jahren war Hoffmann zunächst im Raum Halle und dann führender Parteifunktionär in Berlin. Von 1890 bis 1893 war er als Redakteur bei sozialdemokratischen Zeitungen in Halle und Zeitz tätig, anschließend als Verleger und Buchhändler in seiner Heimatstadt.
Hoffmann war führend in der Agitation der Sozialdemokratie gegen die Kirchen. Als Verfasser der Schrift Die zehn Gebote und die besitzende Klasse (1891) wurde er auch „Zehn-Gebote-Hoffmann“ genannt. Im Jahr 1897 veröffentlichte er Die friedliche soziale Revolution am Anfange des zwanzigsten Jahrhunderts, eine als Zukunftsroman eingekleidete futurologische Abhandlung.
Ab 1900 Mitglied der Berliner Stadtverordnetenversammlung wurde er 1904 in den Reichstag gewählt, dem er zunächst bis 1906 angehörte. Im Jahr 1908 wurde er außerdem in den preußischen Landtag gewählt und gehörte damit zu den ersten acht sozialdemokratischen Abgeordneten, die trotz des Dreiklassenwahlrechts in die zweite Kammer des Landtages, das Preußische Abgeordnetenhaus, einziehen konnten. Seine Reden in den Parlamenten waren durch Schärfe und Witz bekannt.
Er, der zeitweise 1916/17 auch die Berliner Parteiorganisation leitete, gehörte zum linken Flügel der SPD und war 1917 Mitbegründer der USPD. Während der Novemberrevolution wurde er – zusammen mit Konrad Haenisch (SPD) – preußischer Minister für Wissenschaft, Kunst und Volksbildung und berief Max Hermann Baege als bildungspolitischen Beirat im Range eines Unterstaatssekretärs in das preußische „Ministerium für Wissenschaft, Kultur und Volksbildung“. Wegen der Zerwürfnisse während des Spartakusaufstandes schied Adolph Hoffmann am 4. Januar 1919 aus dem Ministerium. Als Bildungsminister hatte er u. a. die Abschaffung der kirchlichen Schulaufsicht in Preußen durchgesetzt. Seine in dieser Zeit gemachten antikirchlichen Äußerungen weckten im katholischen Milieu die Furcht vor einem neuen Kulturkampf und waren 1919 ein Grund für den Mobilisierungserfolg der Zentrumspartei bei den Wahlen zur Weimarer Nationalversammlung und der Bewahrung kirchlicher Positionen im Rahmen des Weimarer Schulkompromisses.
Auch in der USPD gehörte Hoffmann zum linken Flügel und wurde für diese Partei 1920 erneut in den Reichstag gewählt. Nach der Spaltung der USPD bis zur Vereinigung mit der KPD übernahm er gemeinsam mit Ernst Däumig den Parteivorsitz und wurde anschließend Mitglied der Zentrale der (V)KPD. Hier zum Parteiflügel um die Vorsitzenden Paul Levi und Ernst Däumig gehörend, trat er bald von seinen Ämtern zurück, schloss sich Levis Kommunistischer Arbeitsgemeinschaft (KAG) an und kehrte mit dieser im Februar 1922 zunächst in die USPD und zum Ende des gleichen Jahres mit der Mehrheit der Partei in die SPD zurück. Hoffmann arbeitete in der Internationalen Arbeiterhilfe mit. Im Jahr 1926 sprach er sich entschieden für die Fürstenenteignung aus. Er bekämpfte 1928 den Eintritt der SPD in die Große Koalition von Hermann Müller, das Kabinett Müller II. Seit 1928 war er Mitglied des preußischen Landtages.
Unter Pseudonym J. F. A. Volkmann schrieb er auch Gedichte.
Er wurde auf dem Zentralfriedhof Friedrichsfelde in Berlin-Lichtenberg beigesetzt. Seine Grabstätte wurde 1950 in die damals von der DDR-Führung neu errichtete Gedenkstätte der Sozialisten integriert und gehört seither zur Reihe der Gräber und Denkmäler an deren Ringmauer.